# Llau de les Bancalades
La llau de les Bancalades és una llau del terme municipal de Castell de Mur, dins de l'antic terme de Mur, al Pallars Jussà, en terres del poble del Meüll.
Es forma al vessant meridional del Serrat de Purredó, des d'on davalla cap al sud-est pel nord del Serrat de les Bancalades. S'aboca en la llau del Romeral a la Vinyeta.